# 19434 Багаффман
19434 Багаффман (19434 Bahuffman) — астероїд головного поясу, відкритий 24 березня 1998 року.
Тіссеранів параметр щодо Юпітера — 3,418.